# فتح بيشابور
وقع فتح بيشابور 643–644 م أثناء الفتح الإسلامي لفارس. حيث فتحت جيوش الخلافة الراشدة المدينة بعد حصارها.

## المعركة
أنهت المعركة حصار الجيش الإسلامي لمدينة بيشابور. حوالي 643 م وصل عثمان بن أبي العاص إلى بيشابور مع تعزيزات من البصرة وحاصر المدينة المحصنة لعدة أسابيع قبل أن تضطر المدينة إلى الاستسلام. وأبرم معاهدة سلام مع سكان المدينة. ووصلت موجات أخرى من التعزيزات وتلتها قوات بقيادة سهيل بن عدي، وأخيراً وصل عاصم بن عمرو إلى المنطقة للسيطرة على كرمان بشكل كامل. 

## الأحداث اللاحقة
في عام 644، هاجم العلاء بن الحضرمي بلاد فارس، ووصل حتى إصطخر.  في وقت وقت لاحق، تمكن عثمان بن أبي العاص من إنشاء حامية عسكرية في المنطقة، وهزم وقتل المرزبان شهراك بالقرب من ریشهر. بعد تولي عثمان بن عفان الخلافة، تمرد سكان بيشابور، تحت قيادة شقيق شهراك، لكنهم هُزموا. 